# Boussingaultite
La boussingaultite, ainsi nommée en l'honneur du chimiste français Jean-Baptiste Boussingault, est un minéral de la famille des sulfates, de formule chimique (NH4)2Mg(SO4)2•6(H2O) ; cette formule en fait un sel de Tutton (en). Initialement décrite dans un champ géothermique de Toscane, où elle est accompagnée de son analogue ferrifère la mohrite, ce minéral rare se rencontre un peu plus fréquemment dans les décharges de charbon en cours de combustion.
La boussingaultite cristallise dans le système monoclinique et forme des cristaux clairs, souvent arrondis,.